# Ceratostomataceae
Melanospora ist eine Gattung der Schlauchpilze, die in eine eigene Familie Ceratostomataceae gestellt wird.

## Merkmale
Die Fruchtkörper sind Perithecien oder sekundär Kleistothecien. Das durchscheinende Peridium entsteht aus der Basis einer ascogenen Schleife. Das Centrum ist pseudoparenchymatisch, Paraphysen fehlen. Die Asci sind unitunicat. Die Ascosporen sind dunkel und besitzen an beiden Enden Keimporen. Die Anamorphen sind Hyphomyceten.
Die Vertreter sind häufig Mykoparasiten, leben also parasitisch auf anderen Pilzen.

## Systematik
Bei Eriksson 2006 ist die Gattung Melanospora, die 1837 von August Karl Joseph Corda beschrieben wurde, noch bei den Krustenkugelpilzartigen (Hypocreales) eingegliedert. Melanospora bildete jedoch in mehreren Untersuchungen einen selbständigen Zweig außerhalb dieser Ordnung. Sie sind zudem mit den Coronophorales näher verwandt als mit den Krustenkugelpilzartigen. 2007 wurde die Gattung durch die formale Erstbeschreibung in eine eigene Ordnung, die Melanosporales gestellt. Der korrekte Name für die Familie lautet Ceratostomataceae, Melanosporaceae ist kein gültiger Name, da Ceratostomataceae bereits 1877 von Heinrich Georg Winter beschrieben wurde.
Nach neueren Bearbeitungen (Stand 2017) zur Klasse der Sordariomycetes wird allerdings die Ordnung der Melanosporales nur noch als Synonym zu den Coronophorales angesehen. Zudem zählen nun mehrere Gattungen zur Familie (Stand Januar 2025): 
- Acrospeira mit nur einer Art
- Arxiomyces mit drei Arten
- Dactylidispora mit drei Arten
- Echinusitheca mit nur einer Art
- Erythrocarpon mit nur einer Art
- Gonatobotrys mit sechs Arten
- Harzia mit dreizehn Arten
- Melanospora (=Ceratostoma) mit ungefähr 60 Arten
- Microthecium mit ungefähr 25 Arten
- Neotrotteria mit ein oder zwei Arten
- Paramicrothecium mit nur einer Art
- Pseudomicrothecium mit nur einer Art
- Pustulipora mit nur einer Art
- Rhytidospora mit fünf Arten
- Scopinella mit neun Arten
- Setiferotheca mit nur einer Art
- Syspastospora mit vier Arten
- Vittatispora mit nur einer Art

## Belege